# Jean-Baptiste Henderickx
Pour les articles homonymes, voir Henderickx.
Jean-Baptiste Guillaume (Jean) Henderickx, né le 5 avril 1856 à Bruxelles et y décédé le 21 novembre 1917 fut un homme politique belge bruxellois socialiste.

## Biographie
D'origine ouvrière, Henderickx fut officiellement enregistré comme propriétaire. Il épousa Jeanne Eugénie Marie de la Rocca et avant 1900 fut président du bureau de bienfaisance de Moustier-sur-Sambre et de l' Union avicole de la province de Namur, capitaine-commandant de la garde civile de Saint-Gilles (Bruxelles) et président d'honneur de l' Association libérale de Bruxelles. 
Fin 1901, il devint cependant membre du parti ouvrier belge à la demande de Ferdinand Elbers. Éligible au sénat, il fut élu en 1904 pour l'arrondissement de Bruxelles parmi les sept sénateurs socialistes sur un total de 110 et le demeura jusqu'en 1912. Henderickx est un des cofondateurs des assurances La Prévoyance Sociale avec Louis Bertrand, Edouard Anseele et Georges Maes (1865-1915), le secrétaire national. Il en fut l'administrateur-délégué de 1907 à 1910, après quoi Joseph Lemaire (nl) dut préserver la compagnie d'une faillite annoncée par des choix néfastes dans les tarifs et conditions des polices. Henderickx disparut alors totalement de la circulation.

## Sources
- Bio sur ODIS